# Rallye Safari 2023
Die Rallye Safari (Kenia) war der 7. Lauf zur FIA-Rallye-Weltmeisterschaft 2023. Sie dauerte vom 21. bis zum 25. Juni 2023 und es wurden insgesamt 19 Wertungsprüfungen (WP) gefahren.

## Bericht
Bereits am Freitagmorgen in der zweiten Wertungsprüfung (WP) übernahm Sébastien Ogier (Toyota) die Führung. Sein Teamkollege Kalle Rovanperä hatte manchmal mehr, zeitweise nur wenig Rückstand, aber vorbei kam er an Ogier nicht. Am Sonntagmittag nach der letzten WP trennten die beiden Kontrahenten nur 6,7 Sekunden. Teils herrschten schwierige Bedienungen während den 19 gefahrenen WP. Große Steine und schlammige Straßen wegen Regens verlangten den Fahrern und den Autos alles ab. Selbst Ogier und Rovanperä hatten einige Reifenschäden zu beklagen. Ogier schlug zudem am Sonntagmorgen an einen Baum und riess sich die Heckklappe samt Spoiler ab. Trotzdem reichte es für den Sieg.
Hyundai, noch siegreich bei der letzten Rallye in Sardinien, musste sich in Kenia mit dem fünften Rang zufriedengeben hinter vier Toyotas. Dani Sordo kam auf dem fünften Platz ins Ziel und Teamkollege Thierry Neuville auf Rang acht. Neuville erwischte am Freitag ein Schlagloch und beschädigte seine Aufhängung vorne, am Sonntagabend wurde er disqualifiziert. Personen aus dem Umfeld von Neuville sollen zwei Wertungsprüfungen besichtigt haben, obwohl dies laut Reglement verboten ist.

## Meldeliste
| Nr.                  | Fahrer               | Co-Pilot                   | Auto                   |
| -------------------- | -------------------- | -------------------------- | ---------------------- |
| WRC-Klasse (Rally1)  |                      |                            |                        |
| 4                    | Esapekka Lappi       | Janne Ferm                 | Hyundai i20 N Rally1   |
| 6                    | Dani Sordo           | Cándido Carrera            | Hyundai i20 N Rally1   |
| 7                    | Pierre-Louis Loubet  | Nicolas Gilsoul            | Ford Puma Rally1       |
| 8                    | Ott Tänak            | Martin Järveoja            | Ford Puma Rally1       |
| 9                    | Jourdan Serderidis   | Frédéric Miclotte          | Ford Puma Rally1       |
| 11                   | Thierry Neuville     | Martijn Wydaeghe           | Hyundai i20 N Rally1   |
| 17                   | Sébastien Ogier      | Vincent Landais            | Toyota GR Yaris Rally1 |
| 18                   | Takamoto Katsuta     | Aaron Johnston             | Toyota GR Yaris Rally1 |
| 33                   | Elfyn Evans          | Scott Martin               | Toyota GR Yaris Rally1 |
| 69                   | Kalle Rovanperä      | Jonne Halttunen            | Toyota GR Yaris Rally1 |
| WRC2-Klasse (Rally2) |                      |                            |                        |
| 21                   | Kajetan Kajetanowicz | Maciej Szczepaniak         | Škoda Fabia RS Rally2  |
| 22                   | Grégoire Munster     | Louis Louka                | Ford Fiesta Rally2     |
| 23                   | Martin Prokop        | Michal Ernst               | Škoda Fabia RS Rally2  |
| 24                   | Karan Patel          | Tauseef Khan               | Ford Fiesta R5         |
| 25                   | Carl Tundo           | Tim Jessop                 | Škoda Fabia R5         |
| 26                   | Daniel Chwist        | Kamil Heller               | Škoda Fabia Rally2 evo |
| 27                   | Miguel Díaz-Aboitiz  | Rodrigo Sanjuan de Eusebio | Škoda Fabia Rally2 evo |
| 28                   | George Vassilakis    | Tom Krawszik               | Ford Fiesta Rally2     |
| 29                   | Aakif Virani         | Azhar Bhatti               | Škoda Fabia R5         |
| 30                   | Piero Canobbio       | Flavio Zanella             | Hyundai i20 R5         |
| 31                   | Samman Singh Vohra   | Gurdeep Panesar            | Škoda Fabia Rally2 evo |
| WRC3 (Rally3)        |                      |                            |                        |
| 32                   | Diego Dominguez Jr.  | Rogelio Peñate             | Ford Fiesta Rally3     |
| 34                   | Hamza Anwar          | Adnan Din                  | Ford Fiesta Rally3     |
| 35                   | Jeremiah Wahome      | Victor Okundi              | Ford Fiesta Rally3     |
| 36                   | McRae Kimathi        | Mwangi Kioni               | Ford Fiesta Rally3     |
| 37                   | Jason Bailey         | Jamie Willetts             | Ford Fiesta Rally3     |

## Klassifikationen

### WRC-Gesamtklassement
| WRC |                      |                    |                           |          |           |                 |      |
| 1   | Sébastien Ogier      | Vincent Landais    | Toyota GR Yaris Rally1    | WRC RC1  | 3:30:42.5 | 00:00.0         | 25+3 |
| 2   | Kalle Rovanperä      | Jonne Halttunen    | Toyota GR Yaris Rally1    | WRC RC1  | 3:30:49.2 | 00:06.7         | 18+4 |
| 3   | Elfyn Evans          | Scott Martin       | Toyota GR Yaris Rally1    | WRC RC1  | 3:33:41.0 | 02:58.5 02:51.8 | 15+1 |
| 4   | Takamoto Katsuta     | Aaron Johnston     | Toyota GR Yaris Rally1    | WRC RC1  | 3:34:06.3 | 03:23.8 00:25.3 | 12   |
| 5   | Dani Sordo           | Cándido Carrera    | Hyundai i20 N Rally1      | WRC RC1  | 3:35:47.9 | 05:05.4 01:41.6 | 10   |
| 6   | Ott Tänak            | Martin Järveoja    | Ford Puma Rally1          | WRC RC1  | 3:39:56.9 | 09:14.4 04:09.0 | 8+5  |
| 7   | Pierre-Louis Loubet  | Nicolas Gilsoul    | Ford Puma Rally1          | WRC RC1  | 3:46:58.2 | 16:15.7 07:01.3 | 6    |
| 8   | Kajetan Kajetanowicz | Maciej Szczepaniak | Škoda Fabia RS Rally2 evo | WRC2 RC2 | 3:57:15.9 | 26:33.4 10:17.7 | 4    |
| 9   | Oliver Solberg       | Elliott Edmondson  | Škoda Fabia RS Rally2 evo | WRC2 RC2 | 3:59:46.5 | 29:04.0 02:30.6 | 2    |
| 10  | Martin Prokop        | Zdeněk Jůrka       | Ford Fiesta Rally2        | WRC2 RC2 | 4:08:43.6 | 38:01.1 08:57.1 | 1    |

Insgesamt wurden 22 von 31 gemeldeten Fahrzeugen klassiert.

### WRC2
| Rang   | Fahrer               | Co-Pilot           | Auto                      | Zeit      | Rückstand Sieger Rückstand V | Punkte + Power Stage |
| ------ | -------------------- | ------------------ | ------------------------- | --------- | ---------------------------- | -------------------- |
| 1 (8)  | Kajetan Kajetanowicz | Maciej Szczepaniak | Škoda Fabia RS Rally2 evo | 3:57:15.9 | 00:00.0                      | 25                   |
| 2 (10) | Martin Prokop        | Zdeněk Jůrka       | Ford Fiesta Rally2        | 4:08:43.6 | 11:27.7                      | 18                   |
| 3 (11) | Carl Tundo           | Tim Jessop         | Škoda Fabia R5            | 4:11:38.6 | 14:22.7 02:55.0              | 15                   |

## Wertungsprüfungen
Zeitzone UTC+3
| Datum    | Zeit  | Nr.                             | Name                            | Länge                           | Gewinner                                                                            | Co-Pilot                                                                | Auto                                                                                | Zeit                                    | Leader          |
| -------- | ----- | ------------------------------- | ------------------------------- | ------------------------------- | ----------------------------------------------------------------------------------- | ----------------------------------------------------------------------- | ----------------------------------------------------------------------------------- | --------------------------------------- | --------------- |
| 21. Juni | 10:01 | —                               | Loldia (Shakedown)              | 5,40 km                         | Kalle Rovanperä                                                                     | Jonne Halttunen                                                         | Toyota GR Yaris Rally1                                                              | 03:32.4                                 |                 |
| 22. Juni | 14:05 | WP1                             | Super Special Kasarani          | 4,84 km                         | Ott Tänak                                                                           | Martin Järveoja                                                         | Ford Puma Rally1                                                                    | 03:14.3                                 | Ott Tänak       |
| 23. Juni | 07:00 | Service Park Naivasha (15 Min.) | Service Park Naivasha (15 Min.) | Service Park Naivasha (15 Min.) | Service Park Naivasha (15 Min.)                                                     | Service Park Naivasha (15 Min.)                                         | Service Park Naivasha (15 Min.)                                                     | Service Park Naivasha (15 Min.)         | Ott Tänak       |
| 23. Juni | 08:00 | WP2                             | Loldia 1                        | 19,17 km                        | Sébastien Ogier                                                                     | Vincent Landais                                                         | Toyota GR Yaris Rally1                                                              | 13:50.3                                 | Sébastien Ogier |
| 23. Juni | 09:18 | WP3                             | Geothermal 1                    | 13,12 km                        | Esapekka Lappi                                                                      | Janne Ferm                                                              | Hyundai i20 N Rally1                                                                | 06:49.7                                 | Sébastien Ogier |
| 23. Juni | 10:11 | WP4                             | Kedong 1                        | 30,62 km                        | Kalle Rovanperä                                                                     | Jonne Halttunen                                                         | Toyota GR Yaris Rally1                                                              | 14:52.4                                 | Sébastien Ogier |
| 23. Juni | 11:44 | Service Park Naivasha (30 Min.) | Service Park Naivasha (30 Min.) | Service Park Naivasha (30 Min.) | Service Park Naivasha (30 Min.)                                                     | Service Park Naivasha (30 Min.)                                         | Service Park Naivasha (30 Min.)                                                     | Service Park Naivasha (30 Min.)         | Sébastien Ogier |
| 23. Juni | 13:09 | WP5                             | Loldia 2                        | 19,17 km                        | Sébastien Ogier                                                                     | Vincent Landais                                                         | Toyota GR Yaris Rally1                                                              | 13:50.2                                 | Sébastien Ogier |
| 23. Juni | 14:27 | WP6                             | Geothermal 2                    | 13,12 km                        | Sébastien Ogier                                                                     | Vincent Landais                                                         | Toyota GR Yaris Rally1                                                              | 06:46.5                                 | Sébastien Ogier |
| 23. Juni | 15:20 | WP7                             | Kedong 2                        | 30,62 km                        | Sébastien Ogier                                                                     | Vincent Landais                                                         | Toyota GR Yaris Rally1                                                              | 15:04.6                                 | Sébastien Ogier |
| 23. Juni | 16:33 | Service Park Naivasha (45 Min.) | Service Park Naivasha (45 Min.) | Service Park Naivasha (45 Min.) | Service Park Naivasha (45 Min.)                                                     | Service Park Naivasha (45 Min.)                                         | Service Park Naivasha (45 Min.)                                                     | Service Park Naivasha (45 Min.)         | Sébastien Ogier |
| 24. Juni | 08:01 | WP8                             | Soysambu 1                      | 29,32 km                        | Sébastien Ogier                                                                     | Vincent Landais                                                         | Toyota GR Yaris Rally1                                                              | 17:30.0                                 | Sébastien Ogier |
| 24. Juni | 09:05 | WP9                             | Elmenteita 1                    | 15,08 km                        | Kalle Rovanperä                                                                     | Jonne Halttunen                                                         | Toyota GR Yaris Rally1                                                              | 08:25.2                                 | Sébastien Ogier |
| 24. Juni | 10:03 | WP10                            | Sleeping Warrior 1              | 31,04 km                        | Kalle Rovanperä                                                                     | Jonne Halttunen                                                         | Toyota GR Yaris Rally1                                                              | 17:57.7                                 | Sébastien Ogier |
| 24. Juni | 11:55 | Service Park Naivasha (30 Min.) | Service Park Naivasha (30 Min.) | Service Park Naivasha (30 Min.) | Service Park Naivasha (30 Min.)                                                     | Service Park Naivasha (30 Min.)                                         | Service Park Naivasha (30 Min.)                                                     | Service Park Naivasha (30 Min.)         | Sébastien Ogier |
| 24. Juni | 14:01 | WP11                            | Soysambu 2                      | 29,32 km                        | Sébastien Ogier                                                                     | Vincent Landais                                                         | Toyota GR Yaris Rally1                                                              | 17:23.4                                 | Sébastien Ogier |
| 24. Juni | 15:05 | WP12                            | Elmenteita 2                    | 15,08 km                        | Takamoto Katsuta                                                                    | Aaron Johnston                                                          | Toyota GR Yaris Rally1                                                              | 08:20.6                                 | Sébastien Ogier |
| 24. Juni | 16:03 | WP13                            | Sleeping Warrior 2              | 31,04 km                        | Kalle Rovanperä                                                                     | Jonne Halttunen                                                         | Toyota GR Yaris Rally1                                                              | 19:07.7                                 | Sébastien Ogier |
| 24. Juni | 17:39 | Service Park Naivasha (45 Min.) | Service Park Naivasha (45 Min.) | Service Park Naivasha (45 Min.) | Service Park Naivasha (45 Min.)                                                     | Service Park Naivasha (45 Min.)                                         | Service Park Naivasha (45 Min.)                                                     | Service Park Naivasha (45 Min.)         | Sébastien Ogier |
| 25. Juni | 06:55 | WP14                            | Malewa 1                        | 8,33 km                         | Kalle Rovanperä                                                                     | Jonne Halttunen                                                         | Toyota GR Yaris Rally1                                                              | 06:05.1                                 | Sébastien Ogier |
| 25. Juni | 07:51 | WP15                            | Oserian 1                       | 18,33 km                        | Sébastien Ogier                                                                     | Vincent Landais                                                         | Toyota GR Yaris Rally1                                                              | 11:15.9                                 | Sébastien Ogier |
| 25. Juni | 09:05 | WP16                            | Hell’s Gate 1                   | 10,53 km                        | Ott Tänak                                                                           | Martin Järveoja                                                         | Ford Puma Rally1                                                                    | 05:29.7                                 | Sébastien Ogier |
| 25. Juni | 10:22 | Service Park Naivasha (15 Min.) | Service Park Naivasha (15 Min.) | Service Park Naivasha (15 Min.) | Service Park Naivasha (15 Min.)                                                     | Service Park Naivasha (15 Min.)                                         | Service Park Naivasha (15 Min.)                                                     | Service Park Naivasha (15 Min.)         | Sébastien Ogier |
| 25. Juni | 11:19 | WP17                            | Malewa 2                        | 8,33 km                         | Kalle Rovanperä                                                                     | Jonne Halttunen                                                         | Toyota GR Yaris Rally1                                                              | 06:02.6                                 | Sébastien Ogier |
| 25. Juni | 12:15 | WP18                            | Oserian 2                       | 18,33 km                        | Takamoto Katsuta                                                                    | Aaron Johnston                                                          | Toyota GR Yaris Rally1                                                              | 11:53.6                                 | Sébastien Ogier |
| 25. Juni | 14:15 | WP19                            | Hell’s Gate 2 (Power Stage)     | 10,53 km                        | 1. Ott Tänak 2. Kalle Rovanperä 3. Sébastien Ogier 4. Esapekka Lappi 5. Elfyn Evans | Martin Järveoja Jonne Halttunen Vincent Landais Janne Ferm Scott Martin | Ford Puma Rally1 Toyota GR Yaris Rally1 Hyundai i20 N Rally1 Toyota GR Yaris Rally1 | 05:35.0 05:35.8 05:38.3 05:38.9 05:41.1 | Sébastien Ogier |